# Nieuwediep (water)

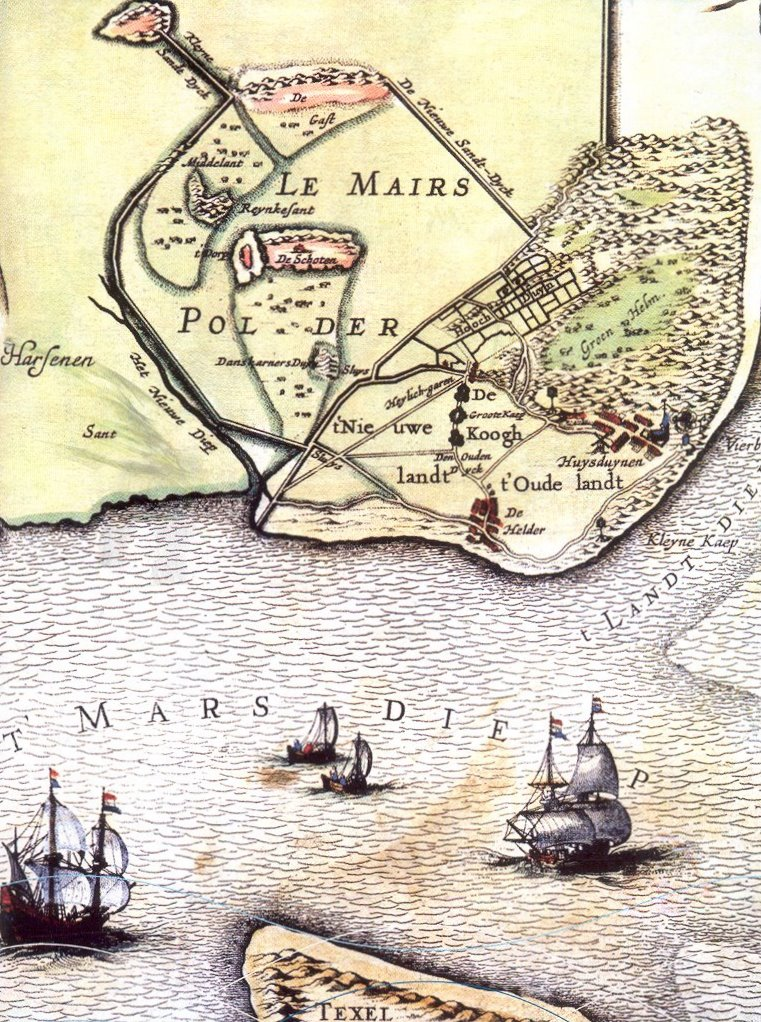
Links van Lemaires polder bij Den Helder ligt Het Nieuwe Diep. (Kaart van Claes Jansz. Visscher uit 1641.

Het Nieuwediep was een diepe geul ten oosten van Den Helder in de Nederlandse provincie Noord-Holland. Door de aanleg van de Nieuwe haven is het nu een afgesloten stuk water en wordt het gebruikt door de haven van Den Helder.

## Geul
Tot de 17e eeuw lag de geul ingeklemd tussen het land bij Den Helder en een zandbank in de voormalige Zuiderzee. Door een sterke ebstroom werd ze op diepte gehouden. Grote schepen lagen voor Texel, maar kleine schepen konden wel gebruik maken van het Nieuwediep. Het waren vaak bevoorradingsschepen voor de schepen op de Rede van Texel, maar ook veel bemanningsleden kwamen naar de plaats voor vertier. Het Nieuwediep kon, met enkele aanpassingen, worden omgevormd tot haven die meer bescherming bood dan de Rede van Texel.
In 1776 schreef J.E. de Witte een plan om van het Nieuwediep een ankerplaats te maken. Hij deed dit samen met Laurens Brandligt, een waterbouwkundige die lange tijd actief was in de regio. De Witte wilde met kunstwerken, zoals dijken, dammen en hoofden, de waterstroom zo leiden dat de geul dieper zou worden. De belangrijke ebstroom zou versterkt moeten worden, maar ook verder van de kust afliggen om ondermijning hiervan te voorkomen. De kosten van het plan werden geraamd op fl. 790.000, een voor die tijd enorme investering.

## Aanpassingen voor veilige ligplaats
Er gebeurde niets, maar de behoefte aan een veilige ligplaats voor de schepen bleef bestaan. In 1780 kwam Brandligt met zijn eigen plan, dat overigens zeer veel leek op het plan van De Witte. Het plan viel in goede aarde bij de Admiraliteit. In een brief aan de Staten van Holland benadrukte de Admiraliteit de noodzaak voor een haven waar de vloot in het winterseizoen, beschut tegen ijsgang en stormen, veilig kon afmeren. Het schrijven werd snel behandeld en stadhouder Willem V werd er bij betrokken. Willem V kwam naar Den Helder in april 1781 om de situatie zelf te bekijken. De zaak kwam in een stroomversnelling en in juli 1781 adviseerde een commissie om de plannen voor het Nieuwediep uit te voeren.
In 1782 waren de eerste werkzaamheden al verricht. Strekdammen waren aangelegd om de ebstroom langs de gewenste route te leiden. In oktober 1782 waren de werken gereed en de resultaten waren positief. De geul werd dieper en breder, mede door de inzet van krabbelaars. De dammen zijn later nog verlengd en er zijn nieuwe aangelegd om het effect van de ebstroom verder te verbeteren.

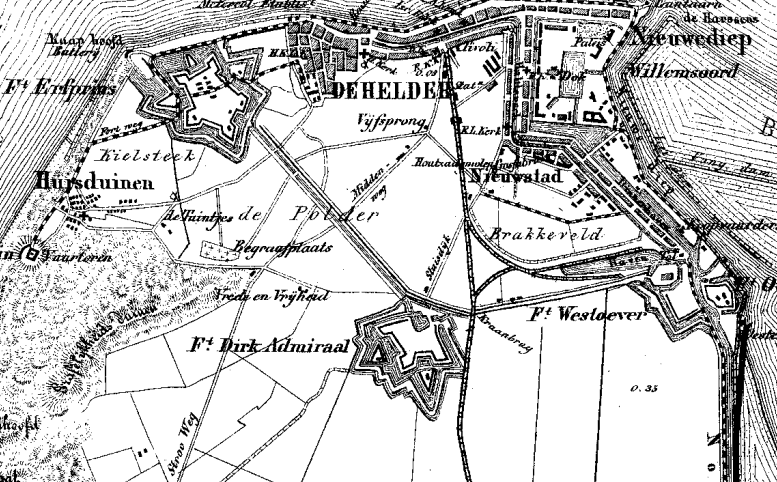
In de rechterbovenhoek het Nieuwediep en de rijkswerf. (circa 1869

Het Nieuwediep werd oorspronkelijk ingericht als veilige ligplaats voor de koopvaardij- en de oorlogsvloot. In de Franse tijd werd begonnen met de aanleg van een marinehaven. Na het vertrek van de Fransen in 1814 nam Koning Willem I de uitvoering van het project over. Het werfcomplex werd in 1822 aan de Koninklijke Nederlandse Zeemacht (vanaf 1905 officieel de Koninklijke Marine) overgedragen. De verspreid door het land gesitueerde marinewerven werden samengevoegd tot één grote rijkswerf: Willemsoord. Den Helder werd daarmee een heuse marinestad. 
In 1884 kwam het Fort Harssens gereed. Dit fort ligt direct ten oosten van de uitmonding van het Nieuwediep in het Marsdiep. Met vier kanonnen van 30,5 cm in twee grote pantserkoepels beschermde het de rijkswerf en het Nieuwediep tegen aanvallen van vijandelijke oorlogsschepen. In het zuiden van het Nieuwediep lagen al sinds 1825 de forten Westoever en Oostoever.

## Gaat op in nieuwe marinehaven
Het Nieuwediep werd aangepast aan de eisen van de tijd, maar bleef in grote lijnen bestaan zoals in de plannen van De Witte en Brandligt was vastgelegd. Hier kwam pas in 1949 verandering in. De vloot had meer ruimte nodig en een grote uitbreiding van de marinehaven was noodzakelijk. Voor de aanleg van de Nieuwe haven werd het Nieuwediep afgedamd ter hoogte van de Koopvaardersluis. Ten oosten van het Nieuwediep werd zand van het wad gebruikt voor de aanleg van nieuw land voor de marinehaven. De haven kreeg in het noorden een verbinding met open zee, het Marsdiep, en een tweede uitweg naar het Nieuwediep tegenover de Zeedoksluis, die naar de rijkswerf leidt. Het Nieuwediep werd in het noorden afgedamd en hier ligt tegenwoordig de Veerhaven voor de veerboten naar Texel.
Het Nieuwediep is nog slechts twee kilometer lang, maar speelt een belangrijke rol voor de scheepvaart en voor de afvoer van water. Het is een belangrijk onderdeel van de Port of Den Helder met veel aanlegplaatsen voor bevoorradingsschepen voor de olie- en gasvelden op de Noordzee. Het gemaal De Helsdeur maalt water uit het Noordhollands Kanaal in het Nieuwediep.

## Naslagwerk
- Maarten Bakker, Herstelplaats voor 's Lands vloot, De Bataafsche Leeuw, Amsterdam 1993, ISBN 9067073121